# ناحیه الک لیک، شهرستان گرانت، مینه سوتا
ناحیه الک لیک (به انگلیسی: Elk Lake Township) یک منطقهٔ مسکونی در ایالات متحده آمریکا است که در شهرستان گرنت، مینه‌سوتا واقع شده‌است.
 ناحیه الک لیک ۹۱٫۹ کیلومتر مربع مساحت و ۲۹۸ نفر جمعیت دارد و ۳۶۴ متر بالاتر از سطح دریا واقع شده‌است.